# كانديس روب
كانديس روب (بالإنجليزية: Candace Robb)‏ (سبتمبر 1950، تايلورزفيل في الولايات المتحدة)؛ كاتِبة وروائية أمريكية.